# Aurélie Kaci
Aurélie Kaci (Lyon, Francia, 19 de diciembre de 1989) es una futbolista francesa que juega como centrocampista en el FC Juárez Femenil de la Primera División Femenil de México. Es internacional absoluta con la selección de Francia.
Kaci juega habitualmente de centrocampista defensivo, pero inició su carrera en el Olympique de Lyon como delantera y ha jugado también de centrocampista ofensiva y lateral por ambas bandas.[cita requerida] Durante su carrera ha ganado 4 Ligas de Campeones y 11 ligas nacionales (8 veces en Francia, 2 en España y 1 en México).

## Trayectoria

### Inicios y su fase profesional en Lyon y París
Aurélie Kaci comenzó a jugar fútbol femenino en el ASCEM Villeurbanne hasta la categoría Sub-13. Se unió a la sección femenina del FC Lyon en 2002, que es absorbido por el   Olympique de Lyon durante el verano de 2004.
Jugó su primer partido oficial con el primer equipo el 12 de febrero de 2006 en la victoria por 6-1 en dieciseisavos de final de la Copa de Francia contra  Besançon RC, en la que anotó su primer gol en el minuto 85.
Debutó en liga el 3 de septiembre de 2006 en la primera jornada contra ASJ Soyaux con 16 años. Sustituyó a Aurélie Naud en el minuto 79 y vencieron por tres  a cero. Esa temporada disputó seis encuentros y el equipo ganó su primera liga con siete puntos de ventaja sobre el Montpellier.
Durante las siguientes dos temporadas, jugó solo cuatro partidos de la Division 1, pero jugó regularmente con las reservas en la Division 3 donde anotó doce goles en dieciséis partidos en la temporada 2008-09. El equipo volvió a ganar la liga esas dos temporadas con 7 y 13 puntos de ventaja sobre el segundo clasificado.
Aurélie Kaci jugó casi todos los partidos de liga en la temporada 2009-10. Marcó su primer gol en primera división contra el AS Saint-Étienne en el minuto 33 del partido que terminó con victoria de su equipo por 5-0. Disputó la final de la Liga de Campeones contra 1. FFC Turbine Potsdam al entrar al campo como sustituta en el minuto 70. El Olympique de Lyon perdió la final en la tanda de penaltis, en la que Kaci participó anotando el tercer lanzamiento de su equipo. El  Olympique ganó la liga con un punto de ventaja sobre el Juvisy. Kaci anotó dos goles en la Copa esta temporada.
En la temporada 2010-11, Patrice Lair la reconvirtió en lateral diestra debido a las graves lesiones de Sandrine Dusang y Corine Franco, jugando también de manera ocasional en el lado izquierdo. Esa temporada el equipo ganó la Ligacon 14 puntos de ventaja sobre el PSG y Kaci levantó su primera Liga de Campeones, donde jugó 6 encuentros, aunque no disputó la final.
En la temporada 2011-12, con las jugadoras titulares ya recuperadas, fue sustituta y jugó menos partidos que la anterior. El club ganó un triplete al ser campeón de Liga, Copa de Francia  y Liga de Campeones, donde jugó 5 encuentros pero tampoco pudo disputar la final.

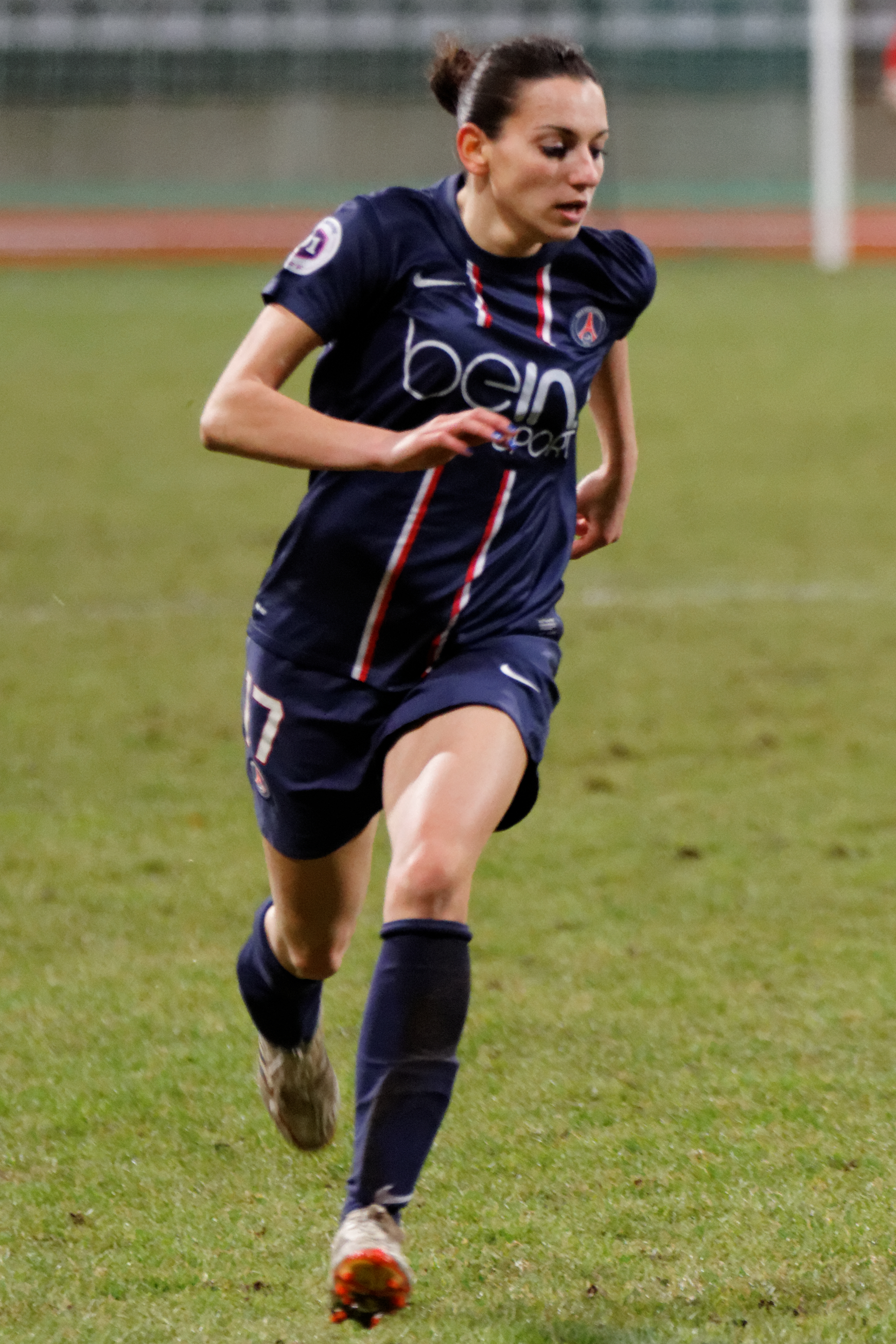
Kaci jugando contra el Wolfsburgo el 26 de abril de 2015.

Al finalizar su contrato con el OL al final de la temporada 2011-2012 fichó por el París Saint-Germain Football Club para la temporada 2012-13, al igual que su compañera Shirley Cruz. Juntas formaron pareja en el centro del campo y se impusieron como titulares indiscutibles. El club parisino acabó en segunda posición en liga, 10 puntos por detrás del Olympique de Lyon.
En la temporada 2013/2014 disputó 16 partidos de liga. En la Liga de Campeones los parisinos fueron eliminados por el Tyresö FF en dieciseisavos de final, club que sería finalista de la competición. Sus buenas actuaciones con el club harían que fuese convocada por el seleccionador nacional, Philippe Bergeroo. El club de la capital terminó de nuevo la liga segundo detrás del  Olympique de Lyon, a 7 puntos de distancia.
Durante la temporada 2014/2015, fue un elemento esencial del sistema del entrenador parisino Farid Benstiti. En la ida de la semifinal de la Liga de Campeones contra el Wolfsburgo sufrió un penalti que convertiría Sabrina Delannoy. En el partido de vuelta, abrió el marcador a los 6 minutos del partido, siendo su primer gol en esta competición. A pesar de perder dos goles a uno, los parisinos llegaron a la final de la competición. El 14 de mayo de 2015 el PSG perdió la final de la Liga de Campeones  por dos goles a uno ante el 1. FFC Fráncfort en el estadio Friedrich-Ludwig-Jahn-Sportpark en la que  Kaci jugó los 90 minutos del encuentro. El club volvió a ser subcampeón de Liga, ganando todos sus encuentros salvo los que las enfrentaron al  Olympique de Lyon.
En junio de 2015, Aurélie Kaci se comprometió a volver al  Olympique de Lyon por dos temporadas. Durante la temporada 2015-2016, jugó diecisiete partidos de Liga y dio cuatro asistencias. Jugó principalmente como lateral derecha en el esquema del entrenador Gérard Prêcheur. En algunos partidos jugó de centrocampista defensiva junto a Amandine Henry y Camille Abily.
Jugó en la semifinal de la Liga de Campeones contra el París Saint-Germain Football Club en la que su equipo venció a las parisinas por siete goles a cero frente a 22 050 espectadores en el Parc OL, asistencia récord para un partido de clubes de fútbol femenino en Francia. El 8 de mayo de 2016, ganó su séptimo  campeonato francés con el Olympique Lyonnais después de una victoria sobre ASJ Soyaux. La semana siguiente ganó la Copa de Francia contra el Montpellier HSC. El 19 de mayo, durante una sesión de entrenamiento con su club, se lesionó gravemente al romperse el ligamento cruzado de la rodilla. Esta lesión la privó jugar la final de la Liga de Campeones, que venció el OL  al Wolfsburgo por penaltis.
Después de esta grave lesión, perdió la confianza del entrenador Gérard Prêcheur y jugó solo 5 partidos en la temporada 2016-2017, en la que el club volvió a ganar el triplete. Al terminar la temporada el club decidió no renovar su contrato.

### Etapa en Madrid

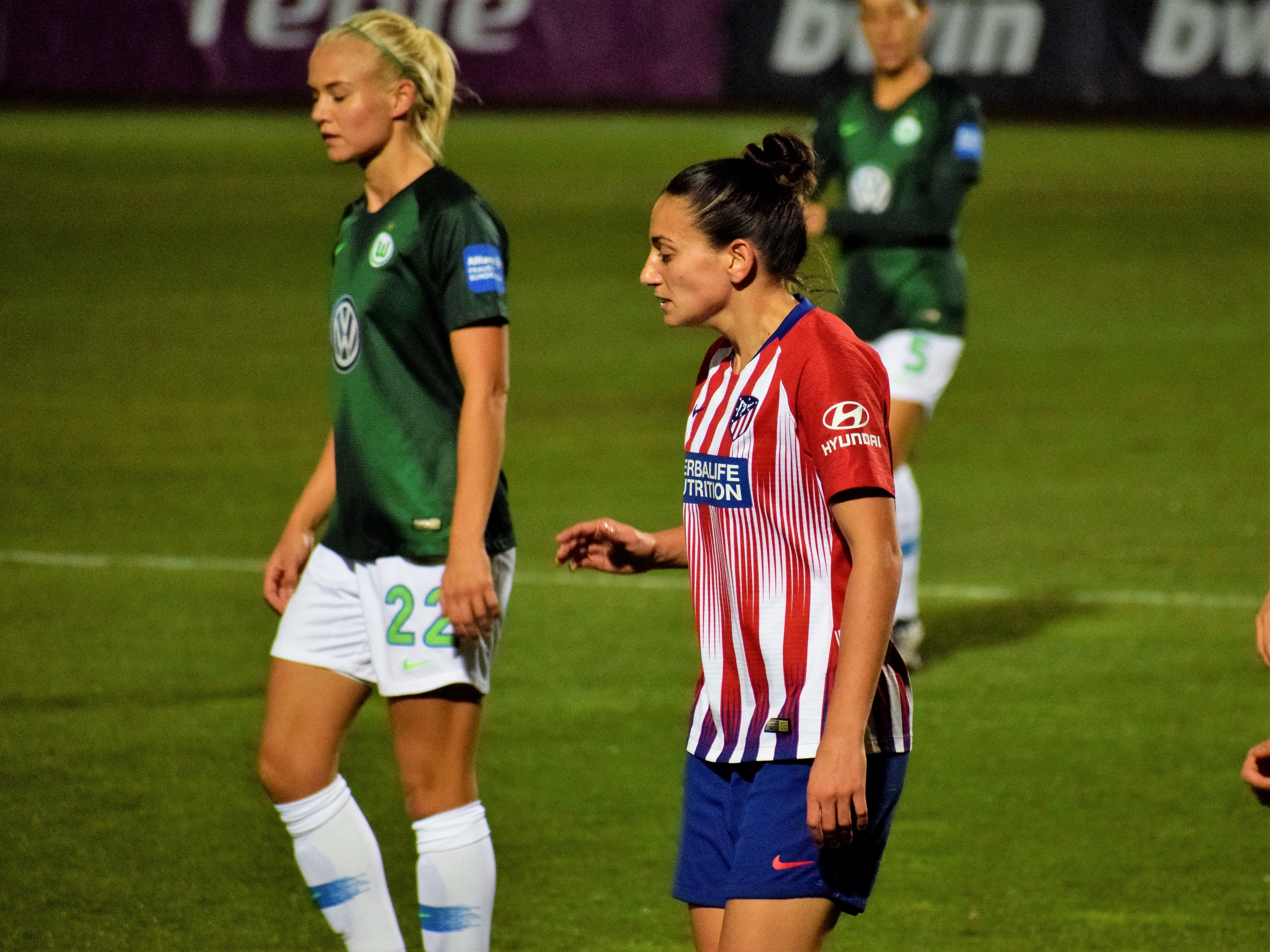
Kaci jugando la Liga de Campeones en 2018

El 8 de julio de 2017 firmó un contrato de 2 años con el Atlético de Madrid. Entró en el equipo poco a poco, debutando el 2 de septiembre de 2017 en liga con victoria por tres goles a uno ante el Fundación Albacete. Pero una nueva lesión la apartó del equipo unas pocas semanas. En la segunda mitad de la temporada fue titular indiscutible. Anotó su primer gol en la Primera División  el 15 de octubre en la victoria del equipo por 3 a 1 sobre el Sporting de Huelva, y fue autora del primer gol del club en el Estadio Metropolitano a los 7 minutos del partido que el equipo empató a dos goles contra el Madrid CFF el 17 de marzo de 2018. Esa temporada el Atlético ganó la liga y fue subcampeón de Copa de la Reina.
En su segunda temporada en el Atlético el club cambió de entrenador y José Luis Sánchez Vera sustituyó a Ángel Villacampa. El nuevo técnico ha apostado por hacer más rotaciones y jugar en la mayoría de los partidos con una sola centrocampista defensiva, normalmente Silvia Meseguer. No obstante Kaci siguió disponiendo de minutos y en la Liga ha jugado 20 de los 30 encuentros, incluyendo los duelos contra el máximo rival, el F.C. Barcelona, y el último y decisivo partido en el que el Atlético ganó el título. En la Liga de Campeones disputó los cuatro partidos que disputó el equipo. El 30 de enero de 2018 marcó el segundo y definitivo gol del equipo en los cuartos de la Copa de la Reina ante el Athletic de Bilbao en San Mamés ante 48 121 espectadores, siendo el encuentro de fútbol femenino con más espectadores de la historia en España. El 5 de mayo de 2019 logró su segundo título de Liga, y el 11 de mayo el subcampeonato de la Copa de la Reina, torneo, en el que el Atlético cayó ante la Real Sociedad.
El 29 de junio de 2019 el club anunció que no continuaría en el equipo la siguiente temporada.

### Llegada al América
El 15 de julio del 2022 se hizo oficial su llegada al Club América Femenil en el primer partido de talla mundial contra el Bayer Leverkusen, convirtiéndose en la primera jugadora de nacionalidad francesa en jugar en la liga MX Femenil. 
En junio de 2024 se hace oficial su salida del Club América Femenil tras anotar un total de 9 goles, uno de ellos en la final de vuelta del Clausura 2023. 
En julio de 2024 llega al FC Juárez Femenil como refuerzo estelar, siendo la única futbolista francesa en jugar en dos equipos de la Liga MX Femenil.

## Selección

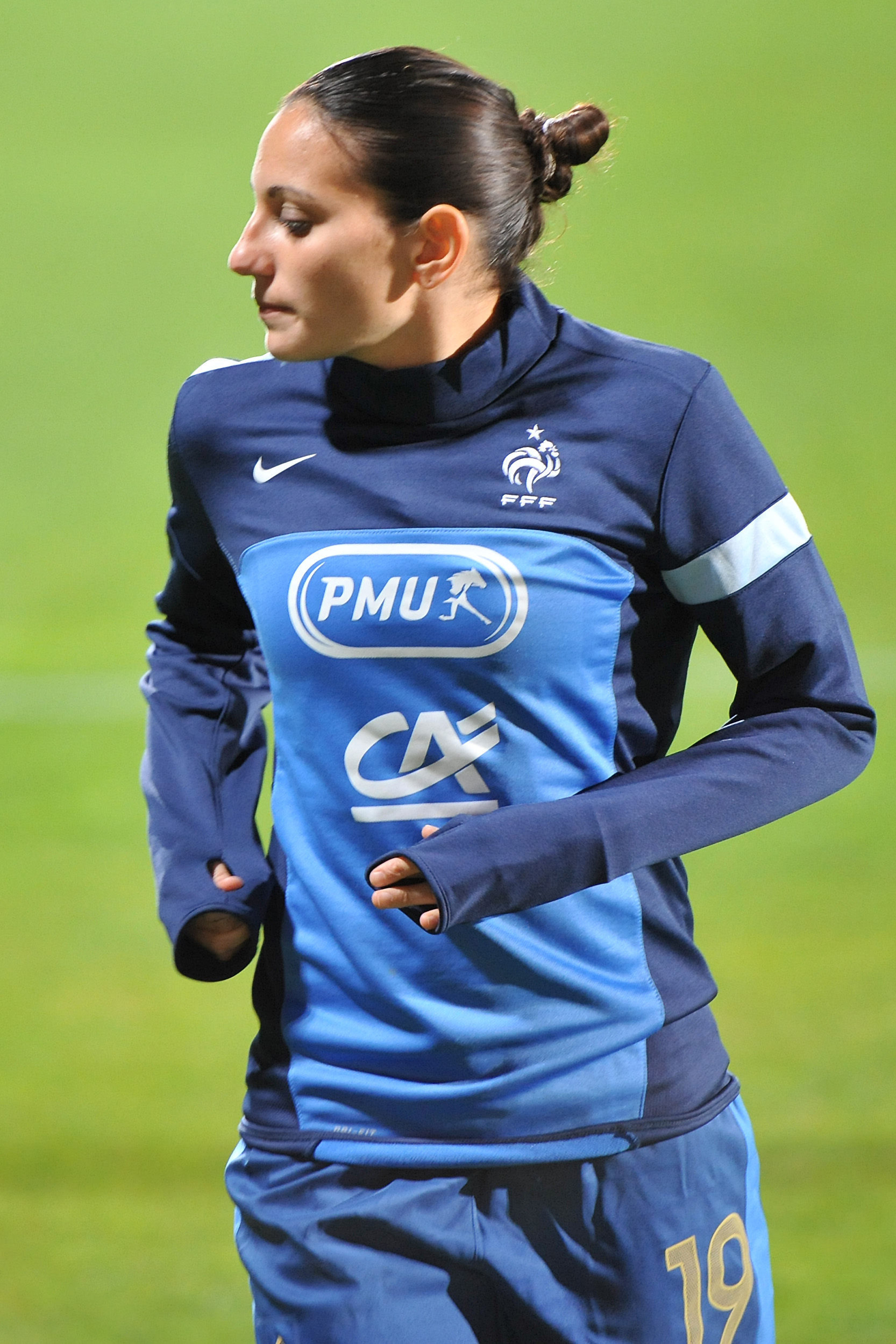
Kaci con la selección francesa en 2013

Kaci disputó en 2007 dos encuentros amistosos con la selección sub-19 de Francia ante Inglaterra. El 30 de octubre debutó en la categoría sustituyendo a Chloé Mazaloubeaud en el minuto 64. En el minuto 69 anotó su único gol con la selección. El 2 de noviembre jugó su segundo partido, esta vez de titular.
Kaci debutó con la selección francesa el 25 de octubre de 2013 contra Polonia, sustituyendo a Élise Bussaglia en el minuto 58 del partido, siendo Farid Benstiti el seleccionador nacional.
Gracias a las actuaciones con el club fue preseleccionada en el equipo francés para la Copa Mundial Femenina de Fútbol de 2015 disputada en Canadá. Sin embargo, una lesión del cuádriceps izquierdo la apartó de la convocatoria.
El 27 de octubre de 2015 fue titular por primera vez en el partido de clasificación para la Eurocopa Femenina de 2017 contra Ucrania. Dio un pase decisivo a Élise Bussaglia a los 59 minutos de juego.
La grave lesión que sufrió entrenando con el  Olympique de Lyon le impidió participar en los Juegos Olímpicos en Río de Janeiro de 2016. Desde entonces no ha vuelto a jugar con la Selección.

## Estadísticas

### Club
Actualizado al último partido disputado el 1 de junio de 2022.
| Olympique Lyonnais Francia        | 2005-06       | 1.ª           | –   | –  | 1  | 1 | –  | – | 1   | 1  | 1.00 |
| Olympique Lyonnais Francia        | 2006-07       | 1.ª           | 6   | –  | 3  | 1 | –  | – | 9   | 1  | 0.11 |
| Olympique Lyonnais Francia        | 2007-08       | 1.ª           | 3   | –  | –  | – | –  | – | 3   | 0  | 0    |
| Olympique Lyonnais Francia        | 2008-09       | 1.ª           | 1   | –  | –  | – | –  | – | 1   | 0  | 0    |
| Olympique Lyonnais Francia        | 2009-10       | 1.ª           | 18  | 1  | 4  | 2 | 2  | – | 24  | 3  | 0.13 |
| Olympique Lyonnais Francia        | 2010-11       | 1.ª           | 17  | –  | 4  | – | 6  | – | 27  | 0  | 0    |
| Olympique Lyonnais Francia        | 2011-12       | 1.ª           | 12  | –  | 5  | 1 | 5  | – | 22  | 1  | 0.05 |
| París Saint-Germain F. C. Francia | 2012-13       | 1.ª           | 22  | 2  | 5  | – | –  | – | 27  | 2  | 0.07 |
| París Saint-Germain F. C. Francia | 2013-14       | 1.ª           | 16  | 1  | –  | – | 2  | – | 18  | 1  | 0.06 |
| París Saint-Germain F. C. Francia | 2014-15       | 1.ª           | 18  | 4  | 3  | – | 9  | 1 | 30  | 5  | 0.17 |
| París Saint-Germain F. C. Francia | Total club    | Total club    | 56  | 7  | 8  | 0 | 11 | 1 | 75  | 8  | 0.11 |
| Olympique Lyonnais Francia        | 2015-16       | 1.ª           | 17  | –  | 5  | 2 | 8  | – | 30  | 2  | 0.07 |
| Olympique Lyonnais Francia        | 2016-17       | 1.ª           | 1   | –  | 4  | 1 | –  | – | 5   | 1  | 0.20 |
| Olympique Lyonnais Francia        | Total club    | Total club    | 75  | 1  | 26 | 8 | 21 | 0 | 122 | 9  | 0.07 |
| Atlético de Madrid · España       | 2017-18       | 1.ª           | 19  | 2  | 4  | – | 1  | – | 24  | 2  | 0.08 |
| Atlético de Madrid · España       | 2018-19       | 1.ª           | 20  | –  | 2  | 1 | 4  | – | 26  | 1  | 0.04 |
| Atlético de Madrid · España       | Total club    | Total club    | 39  | 2  | 6  | 1 | 5  | 0 | 50  | 3  | 0.06 |
| C. D. TACON · España              | 2019-20       | 1.ª           | 19  | 2  | 2  | – | –  | – | 21  | 2  | 0.10 |
| Real Madrid C. F. · España        | 2020-21       | 1.ª           | 34  | 5  | 1  | – | –  | – | 35  | 5  | 0.14 |
| Real Madrid C. F. · España        | 2021-22       | 1.ª           | 15  | –  | 2  | – | 4  | – | 21  | 0  | 0    |
| Real Madrid C. F. · España        | Total club    | Total club    | 49  | 5  | 3  | 0 | 4  | 0 | 56  | 5  | 0.09 |
| Club América · México             | 2022-23       | 1.ª           | 39  | 6  | –  | – | –  | – | 39  | 6  | 0.15 |
| Total carrera                     | Total carrera | Total carrera | 238 | 17 | 45 | 9 | 41 | 1 | 363 | 33 | 0.09 |
| 1. 2. 3.                          |               |               |     |    |    |   |    |   |     |    |      |

### Selección
Actualizado al último partido jugado el 11 de abril de 2016.
| Selecciones                                                                                                | Año           | Europeo(4) | Europeo(4) | Europeo(4) | Mundial (4) | Mundial (4) | Mundial (4) | Amistosos | Amistosos | Amistosos | Total | Total | Total  | Media goleadora |
| Selecciones                                                                                                | Año           | Part.      | Goles      | Asist.     | Part.       | Goles       | Asist.      | Part.     | Goles     | Asist.    | Part. | Goles | Asist. | Media goleadora |
| --- | ------------- | ---------- | ---------- | ---------- | ----------- | ----------- | ----------- | --------- | --------- | --------- | ----- | ----- | ------ | --------------- |
| Sub-19 | 2007          | 0          | 0          | 0          | 0           | 0           | 0           | 2         | 1         | 0         | 2     | 1     | 0      | 0,50            |
| Sub-19 | Total         | 0          | 0          | 0          | 0           | 0           | 0           | 2         | 1         | 0         | 2     | 1     | 0      | 0,50            |
| Abs | 2013          | 0          | 0          | 0          | 0           | 0           | 0           | 1         | 0         | 0         | 1     | 0     | 0      | 0,00            |
| Abs | 2014          | 0          | 0          | 0          | 0           | 0           | 0           | 1         | 0         | 0         | 1     | 0     | 0      | 0,00            |
| Abs | 2015          | 2          | 0          | 1          | 0           | 0           | 0           | 1         | 0         | 0         | 3     | 0     | 1      | 0,00            |
| Abs | 2016          | 1          | 0          | 0          | 0           | 0           | 0           | 0         | 0         | 0         | 1     | 0     | 0      | 0,00            |
| Abs | Total         | 3          | 0          | 1          | 0           | 0           | 0           | 3         | 0         | 0         | 6     | 0     | 1      | 0,00            |
| Total carrera                                                                                              | Total carrera | 3          | 0          | 1          | 0           | 0           | 0           | 5         | 1         | 0         | 8     | 1     | 1      | 0,12            |
| (4) Se incluyen partidos en fases clasificatorias, no incluye Torneo de Exentos ni Torneo Desarrollo UEFA. |               |            |            |            |             |             |             |           |           |           |       |       |        |                 |

## Palmarés

### Campeonatos nacionales
| Título           | Club               | País    | Año       |
| ---------------- | ------------------ | ------- | --------- |
| Division 1       | Olympique de Lyon  | Francia | 2006-07   |
| Division 1       | Olympique de Lyon  | Francia | 2007-08   |
| Division 1       | Olympique de Lyon  | Francia | 2008-09   |
| Division 1       | Olympique de Lyon  | Francia | 2009-10   |
| Division 1       | Olympique de Lyon  | Francia | 2010-11   |
| Division 1       | Olympique de Lyon  | Francia | 2011-12   |
| Copa de Francia  | Olympique de Lyon  | Francia | 2011-12   |
| Division 1       | Olympique de Lyon  | Francia | 2015-16   |
| Copa de Francia  | Olympique de Lyon  | Francia | 2015-16   |
| Division 1       | Olympique de Lyon  | Francia | 2016-17   |
| Copa de Francia  | Olympique de Lyon  | Francia | 2016-17   |
| Primera División | Atlético de Madrid | España  | 2017-2018 |
| Primera División | Atlético de Madrid | España  | 2018-2019 |
| Primera División | Club América       | México  | 2023      |

### Campeonatos internacionales
| Título            | Club              | Sede       | Año     |
| ----------------- | ----------------- | ---------- | ------- |
| Liga de Campeones | Olympique de Lyon | Inglaterra | 2010-11 |
| Liga de Campeones | Olympique de Lyon | Alemania   | 2011-12 |
| Liga de Campeones | Olympique de Lyon | Italia     | 2015-16 |
| Liga de Campeones | Olympique de Lyon | Gales      | 2016-17 |